# Ramal ferroviario Landeta-San Francisco
El Ramal Landeta - San Francisco pertenecía al Ferrocarril General Bartolomé Mitre, de la red ferroviaria de Argentina.
Se encontraba en las provincias de Santa Fe y Córdoba, Argentina.

## Historia
El ramal fue construido por el Ferrocarril Central Argentino en 1930. Luego de la nacionalización de los ferrocarriles en 1948, pasó a pertenecer al Ferrocarril General Bartolomé Mitre. En 1961 fue clausurado y desmantelado a causa del Plan Larkin.